# Boi da Ilha do Governador
Grêmio Recreativo Escola de Samba Boi da Ilha do Governador (frequentemente referida apenas como Boi da Ilha) é uma escola de samba da cidade do Rio de Janeiro, fundada a 13 de março de 1965.

## História
Foi formada inicialmente como um bloco carnavalesco, então denominado Boi da Freguesia em 1965, bloco este que durante anos, foi um dos mais tradicionais concorrentes aos títulos da Riotur. Seguindo o passo de vários blocos, em 1988 o Boi da Freguesia, filiou-se à AESCRJ, uma vez que vários de seus membros entendiam, que além da União da Ilha, caberia mais uma escola de samba na Ilha do Governador.
A escola conquistou seu primeiro campeonato em 1993, no terceiro Grupo, e em 1996 conquistou mais um título, no Grupo C. No carnaval de 2000, obteve o quarto lugar no Grupo B e, com isso, teve o direito de, em 2001, desfilar no Grupo A. Sua estreia não poderia ter sido melhor: com o enredo "Orun-Ayê", de Guilherme Alexandre, obteve o 6º lugar, permanecendo no grupo, e conquistou o prêmio Estandarte de Ouro de Melhor Samba-Enredo.
Na primeira década dos anos 2000, a escola chegou a desfilar com a coirmã da mesma região em 2002 e 2003, porém nunca obteve o mesmo sucesso. De lá para cá, oscilou entre os grupos B e C.
No carnaval 2009, a escola da Ilha elaborou um enredo sobre os 100 anos do Theatro Municipal do Rio de Janeiro, com o enredo Abram-se as cortinas! Bravo! 100 anos do Theatro Municipal em cena aberta da Sapucaí, desenvolvido pelo carnavalesco Sandro Carvalho. A agremiação ficou na 7° colocação com 238.3 pontos, permanecendo no mesmo grupo para 2010. Para o carnaval 2010, a escola da Ilha escolheu o enredo "Do sagrado ao profano... e o Boi, quem diria, foi parar na Freguesia, terminando na 11º colocação, sendo rebaixada para o Grupo C, em 2011.
Em 2011 mesmo com fantasias bonitas e um bom desfile, não conseguiu retornar ao Grupo B. A agremiação da Freguesia falou sobre a lenda do guaraná e a origem de tribo indígena Sateré-Maué, terminou apenas em 8° no Grupo C. Para 2012 a escola trouxe como tema o final dos tempos com o enredo “Fim – Recomeço Divino. Até Quando?" Com uma boa apresentação plástica, não correu perigo de rebaixamento, mas ficou longe do título. Desfilando pelo Grupo C terminou em 10°lugar, uma posição acima das rebaixadas ao Grupo D. A partir daí, com problemas administrativos, o Boi sofreu descensos nos carnavais consecutivos.
Em 2013, com a junção dos Grupos de Acesso A e B, e a criação da Série Ouro, o Boi da Ilha voltou a desfilar pelo Grupo B. Com o enredo "África, o esplendor das máscaras! Magia, encanto e sedução na festa da folia!", a agremiação foi a 8ª escola a desfilar no então Grupo B da AESCRJ, na Intendente Magalhães. A escola enalteceu um pedaço da África e apresentou a simbologia das máscaras e os diversos povos africanos, através das suas manifestações artísticas, ficando em 13°lugar sendo rebaixada de volta para o Grupo C da AESCRJ. No carnaval de 2014, a agremiação apresentou dificuldades financeiras para colocar o carnaval na Avenida e fez um desfile modesto. Com o enredo inspirado pela música “Um Pierrot Apaixonado” de Noel Rosa. Com o resultado, a Escola sofre o segundo rebaixamento. Logo após o mesmo surgiu o movimento "Reage Boi" de reestruturação da escola e juntamente com o presidente é decidido que em 2015 seriam contados os 50 anos da agremiação desde a fundação como bloco Boi da Freguesia.
Em 2015, o Boi da Ilha desfilou no sacrifício. A escola veio sem carro alegórico e sem tripé. Com um desfile que homenageou os enredos, a escola coloriu a avenida com plumas, cartolas e muitas penas. Ocorrendo assim o terceiro rebaixamento consecutivo da escola, dessa vez para o Grupo de Avaliação da ACSN . Após o novo rebaixamento em 2015, o movimento Reage Boi, encabeçado pelo compositor Aloisio Villar, lança chapa de oposição para a eleição que ocorreria naquele ano. Com o impedimento de participar do pleito, surge uma dissidência que origina a fundação da Nação Insulana. No Carnaval de 2016 já no Grupo de Avaliação, a escola levou pra avenida o enredo "Funènfólorum - O grito de liberdade ecoou", ficando na 11° posição permanecendo no mesmo grupo para o carnaval de 2017.
Décima quinta escola a se apresentar na Intendente Magalhães no carnaval de 2017, o Boi da Ilha, apresentou o enredo “Quanto riso, oh, quanta alegria”, desenvolvido pelo carnavalesco Ernane Siqueira, trazendo de volta o Carnaval do tempo das marchinhas, quando as brincadeiras se davam em salões de baile. A escola se apresentou com fantasias e adereços muito bonitos e bem feitos, mas ficou em 9° lugar, sendo assim rebaixada do Grupo de Avaliação, ficando suspensa por 2 anos dos desfiles das Escolas de Samba.
No final de 2020, o Boi da Ilha passa a ser presidido por Marcelo Santos, mestre de bateria da União da Ilha, e oficializa seu retorno aos desfiles ao se filiar à LIVRES. Com o adiamento do carnaval, o retorno do Boi acontece somente em 2022, quando apresenta o enredo em homenagem ao intérprete Ito Melodia e conquista o título do Grupo C. 
Em 2023, a escola se filia à Superliga Carnavalesca do Brasil e disputa a Série Bronze, ficando em 9° lugar com um enredo sobre o autismo. Para o carnaval de 2024, o Boi da Ilha contrata os carnavalescos Cahê Rodrigues e Ramon Erbiste e anuncia a reedição de "Bom, Bonito e Barato", enredo de 1980 da União da Ilha, alterando seu título para "Boi, Bonito e Barato", fazendo uma brincadeira com o nome da agremiação. O Boi da Ilha conquistou o título da Série Bronze e o retorno à terceira divisão, de onde foi rebaixado em 2013.
Para o carnaval de 2025, o Boi da Ilha contratou o carnavalesco Fran Sérgio para desenvolver o enredo "Arrepia Boi da Ilha", em homenagem ao intérprete Quinho, morto em 2024. Punida com 2,5 pontos pelo descumprimento de obrigatoriedades, a escola foi rebaixada de volta para a Série Bronze.
Para o carnaval de 2026, a escola anunciou a reedição de seu enredo de 2001, "Orun-Ayê", que rendeu o Estandarte de Ouro de melhor samba-enredo à agremiação.

## Segmentos

### Presidentes
| Nome                                    | Mandato                      | Ref.  |
| --------------------------------------- | ---------------------------- | ----- |
| Higino Celso Mandriola "Gino Mandriola" | 1988-1991                    | [ 4 ] |
| Luiz Antonio Fontes Cosme (Luizinho)    | 1992-1998                    | [ 4 ] |
| Eloy Ehareldt                           | 1999-2008                    | [ 4 ] |
| Cadu Zugliani                           | 2009-2011                    | [ 4 ] |
| Luiz Antonio Fontes Cosme "Luizinho"    | 2011-2013                    | [ 4 ] |
| Higino Celso Mandriola "Gino Mandriola" | 2013 - abril de 2015         | [ 5 ] |
| Mestre Arere                            | Abril de 2015 - 2017         | [ 3 ] |
| Marcelo Santos                          | Fevereiro de 2017-atualidade |       |

### Diretores
| Ano  | Diretor de Carnaval  | Diretor geral de harmonia | Mestre de bateria | Ref.  |
| ---- | -------------------- | ------------------------- | ----------------- | ----- |
| 2010 | Jackeline Nascimento |                           |                   |       |
| 2014 | Adilsom              | Jota Karlos               | Alan              | [ 5 ] |
| 2015 | Nem                  | Nem                       | Bigode            | [ 6 ] |

### Intérpretes
| Período       | Intérprete oficial                |
| ------------- | --------------------------------- |
| 1989–1999     | Cadinho da Ilha                   |
| 1999–2001     | Ronaldo Yllê                      |
| 2002          | Roger Linhares                    |
| 2003          | Cadinho da Ilha                   |
| 2004          | Nando Pessoa                      |
| 2005–2007     | Cadinho da Ilha                   |
| 2008          | Cadinho da Ilha e Roger Linhares  |
| 2009–2013     | Marquinhos do Banjo               |
| 2014          | Cadinho da Ilha                   |
| 2015–2017     | Anderson Moreno                   |
| 2022          | Fabinho Pirraça                   |
| 2023–2024     | Nando Pessoa                      |
| 2025          | Nino do Milênio                   |
| 2026-presente | Tem-Tem Sampaio e Bruno Revelação |

### Coreógrafos
| Ano  | Nome                          | Ref.  |
| ---- | ----------------------------- | ----- |
| 2014 | João Ricardo e Leonarco Calvo |       |
| 2015 | Carlos Fontenelle             | [ 7 ] |
| 2017 | Laíza Bastos                  |       |

### Casal de Mestre-sala e Porta-bandeira
| Ano   | Nome                                | Ref. |
| ----- | ----------------------------------- | ---- |
| 2020- | Márcio e Vanessa                    |      |
| 2022  | Kaeo Azevedo e Carolina Ferreira    |      |
| 2023  | Paulo Barbosa e Cassiane Figueiredo |      |
| 2024- | Yuri Pires e Cassiane Figueiredo    |      |

## Carnavais
| Ano | Colocação | Grupo | Enredo | Carnavalesco | Ref.                 |
| --- | --- | --- | --- | --- | -------------------- |
| 1989 | 6.º Lugar | Desfile de Avaliação                                                                                                  | "O esplendor da sedução" | Luiz Carlos Santos |                      |
| 1990 | 3.º Lugar | Desfile de Avaliação                                                                                                  | "Dê asas à imaginação" | Luiz Carlos dos Santos                                                                                                |                      |
| 1991 | Vice-campeã | Desfile de Avaliação                                                                                                  | "Diz no pé Brasil" (Samba-enredo composto por Carlinhos Fuzil, Mauricio 100 e Marquinhos do Banjo) | Luiz Carlos dos Santos                                                                                                |                      |
| 1992 | 5.º Lugar | Grupo 3 | "Sua majestade, o rei Nagô (Homenagem a Xangô do Salgueiro)" (Samba-enredo composto por Carlinhos Fuzil, Mauricio 100 e Marquinhos do Banjo) | Ricardo Ayres | [ 8 ]                |
| 1993 | Campeã | Grupo 3 | "O Boi mostra e faz suas festas" | Amarildo de Mello | [ 9 ]                |
| 1994 | 5.º Lugar | Grupo 2 | "Das terras do Congo ao Reinado da Luz" | Manoel Junior |                      |
| 1995 | 6.º Lugar | Grupo B | "Zero dá sorte" | Manoel Junior |                      |
| 1996 | Campeã | Grupo C | "Rio de Janeiro, Paraíba sim senhor" (Samba-enredo composto por Carlinhos Fuzil, Marquinho do Banjo e Maurício 100) | Guilherme Alexandre                                                                                                   |                      |
| 1997 | 9.º Lugar (Rebaixada)                                                                                                 | Grupo B | "Galanga no Congo, Chico em terras de Vila Rica" (Samba-enredo composto por Nando Pessoa, Guido e Julinho) | Guilherme Alexandre                                                                                                   |                      |
| 1998 | Vice-campeã | Grupo C | "Círio de Nazaré" (Samba-enredo composto por Solange, Serginho da Ilha, Róbson, Ricardo Ribeiro, Dalmo Roth e Rose Joal) | Guilherme Alexandre                                                                                                   |                      |
| 1999 | 6.º Lugar | Grupo B | "A saga de Kananciuê na aurora do Mundo Carajá" (Samba-enredo composto por Marquinhos do Banjo, Carlinhos Fuzil, Maurício 100 e Grilo) | Guilherme Alexandre                                                                                                   |                      |
| 2000 | 4.º Lugar | Grupo B | "Paranapuã - Governador na história de uma Ilha, memórias de uma nação" (Samba-enredo composto por Meia Noite, Tonico do Pandeiro, Arlindo Brown e Gil Azeitona)                                                                                  | Guilherme Alexandre                                                                                                   |                      |
| 2001 | 6.º Lugar | Grupo A | "Orun-Ayê" (Samba-enredo composto por Aloisio Villar, Paulo Travassos, Clodoaldo Silva e Silvana da Ilha) | Guilherme Alexandre                                                                                                   |                      |
| 2002 | 6.º Lugar | Grupo A | "Boi da Ilha é Holambra, a tulipa brasileira" (Samba-enredo composto por Aloisio Villar, Paulo Travassos, Roger Linhares, Arerê e Cadinho da Ilha)                                                                                                | Marco Antonio |                      |
| 2003 | 12.º Lugar (Rebaixada)                                                                                                | Grupo A | "Em 500 anos de glória, Cabo Frio conta sua história" (Samba-enredo composto por Aloisio Villar, Paulo Travassos, Roger Linhares, Cadinho da Ilha, Mestre Arerê, Jorginho Batuqueiro, Jorjão Jacaré, Welliton, Valfredo, Miguel e Patinho)        | Cláudio Jesus |                      |
| 2004 | 7.º Lugar | Grupo B | "Uni, Duni, Tê, brincando construí um mundo novo pra você" (Samba-enredo composto por Nando Pessôa, Fábio Fernandes, Marquinho Marino, Rose Joal e Julinho)                                                                                       | Severo Luzardo |                      |
| 2005 | 3.º Lugar | Grupo B | "As águas de Oxalá" (Samba-enredo composto por Ivan Pagodeiro, Professor, Nelsinho e Ginho) | Guilherme Alexandre                                                                                                   |                      |
| 2006 | 10.º Lugar | Grupo B | "O amanhã" (Reedição do enredo de 1977 da União da Ilha do Governador) | Roberto Oliveira e Letycia Fiuza                                                                                      |                      |
| 2007 | 11.º Lugar | Grupo B | "Alô, alô, se liga, tem boi na linha!" (Samba-enredo composto por Aloísio Villar, Cadinho da Ilha, Marquinhos do Banjo, Walkir e Barbieri) | Paulo Cavalcanti |                      |
| 2008 | 9.º Lugar | Grupo B | "Gaia, a reação da Mãe Terra - Uma história que deve ser contada de outra maneira" (Samba-enredo composto por Walkir, Nando Pessoa e Djalma Falcão)                                                                                               | Guilherme Alexandre                                                                                                   |                      |
| 2009 | 7.º Lugar | Grupo RJ-1 | "Abram-se as cortinas! Bravo! 100 anos do Theatro Municipal em cena aberta da da Sapucaí" (Samba-enredo composto por Aloísio Villar, Ginho, Roger Linhares, Marquinhos Silva, Cadinho da Ilha, Professor, Tino Ayres, Tote e Marquinhus do Banjo) | Sandro Carvalho |                      |
| 2010 | 11.º Lugar (Rebaixada)                                                                                                | Grupo RJ-1 | "Do sagrado ao profano... e o Boi, quem diria, foi parar na Freguesia" (Samba-enredo composto por Rafael Mikaiá, Rico, Rodrigo Cordeiro e Daniel Barbosa)                                                                                         | Sandro Carvalho |                      |
| 2011 | 8.º Lugar | Grupo C | "Uarana cé cé! Força da vida" (Samba-enredo composto por Ginho, Pofessor, Wagner Mariano, Paulo Marques, Renato e Thiago) | Guilherme Alexandre                                                                                                   |                      |
| 2012 | 10.º Lugar | Grupo C | "Fim - Recomeço divino. Até quando?" | Guilherme Alexandre                                                                                                   |                      |
| 2013 | 12.º Lugar (Rebaixada)                                                                                                | Grupo B | "África, o esplendor das máscaras. Magia, encanto e sedução na festa da folia!" | Santana Hofstatter |                      |
| 2014 | 12.º Lugar (Rebaixada)                                                                                                | Grupo C | "Um Pierrot apaixonado" (Samba-enredo composto por Djalma Falcão, Walkir, Roger Linhares, Rafael Mikaiá, Capitão Barreto e Humberto Carlos) | Manoel Júnior |                      |
| 2015 | 12.º Lugar (Rebaixada)                                                                                                | Grupo D | "Boi da Ilha na festa dos enredos" | Wanderson Silva |                      |
| 2016 | 11.º Lugar | Série E | "Fúnlefólorum - O grito de liberdade ecoou" | Paulo Proença e Rosa Fontenele                                                                                        | [ 10 ]               |
| 2017 | 9.º Lugar (Rebaixada)                                                                                                 | Série E | "Tanto riso, oh, quanta... São 50 anos de Máscara Negra" (Samba-enredo composto por Gugu das Candongas, Djalma Falcão, Marquinhos do Banjo, Roger Linhares e Leozinho)                                                                            | Hernâne Siqueira |                      |
| Após ser rebaixada, a escola ficou suspensa por 2 anos, não desfilando de 2018 a 2020                                 | Após ser rebaixada, a escola ficou suspensa por 2 anos, não desfilando de 2018 a 2020                                 | Após ser rebaixada, a escola ficou suspensa por 2 anos, não desfilando de 2018 a 2020                                 | Após ser rebaixada, a escola ficou suspensa por 2 anos, não desfilando de 2018 a 2020 | Após ser rebaixada, a escola ficou suspensa por 2 anos, não desfilando de 2018 a 2020                                 | [ 11 ]               |
| Inicialmente adiados para o mês de julho, os desfiles do Carnaval 2021 foram cancelados devido a pandemia de Covid-19 | Inicialmente adiados para o mês de julho, os desfiles do Carnaval 2021 foram cancelados devido a pandemia de Covid-19 | Inicialmente adiados para o mês de julho, os desfiles do Carnaval 2021 foram cancelados devido a pandemia de Covid-19 | Inicialmente adiados para o mês de julho, os desfiles do Carnaval 2021 foram cancelados devido a pandemia de Covid-19 | Inicialmente adiados para o mês de julho, os desfiles do Carnaval 2021 foram cancelados devido a pandemia de Covid-19 | [ 12 ]               |
| 2022 | Campeã | Grupo C (LIVRES) | "Ito… Nas asas do amor, faz da vida melodia" (Samba-enredo composto por Gugu das Candongas, Rafinha da Ilha, Romeu Almeida, Bruno Revelação e Tony Mariano)                                                                                       | Guilherme Alexandre                                                                                                   | [ 13 ] [ 14 ] [ 15 ] |
| 2023 | 9.º Lugar | Série Bronze (Terça-feira) (quarta divisão)                                                                           | Eu tenho um segredo: O olhar é a chave do meu mundo (Samba-enredo composto por: Aloisio Villar, Cadinho, Alexandre Araújo, Marcelo Adnet, Silvana da Ilha e Playmobil)                                                                            | Hernane Siqueira e Wanderson dos Santos                                                                               | [ 16 ]               |
| 2024 | Campeã | Série Bronze (quarta divisão)                                                                                         | "Boi, Bonito e Barato" (Reedição do enredo de 1980 da União da Ilha do Governador) (Samba-enredo composto por: Robertinho Devagar, Jorge Ferreira e Edinho Capeta)                                                                                | Cahê Rodrigues e Ramon Erbiste                                                                                        | [ 17 ]               |
| 2025 | 23.º Lugar (Rebaixada)                                                                                                | Série Prata (terceira divisão)                                                                                        | Arrepia Boi da Ilha (Samba-enredo composto por: Cadinho, Rafinha da Ilha, Fábio Teixeira, Laura Romero, Luizinho das Camisas, Rosangela Cunha e Sérgio Beto Português)                                                                            | Fran Sérgio | [ 18 ] [ 19 ]        |
| 2026 | | Série Bronze (quarta divisão)                                                                                         | "Orun-Ayê, o Reencontro" (Reedição do enredo de 2001) (Samba-enredo composto por Aloisio Villar, Paulo Travassos, Clodoaldo Silva e Silvana da Ilha)                                                                                              | Comissão de Carnaval                                                                                                  |                      |

## Títulos
| Boi da Ilha do Governador | Boi da Ilha do Governador | Boi da Ilha do Governador | Boi da Ilha do Governador | Boi da Ilha do Governador |
| ------------------------- | ------------------------- | ------------------------- | ------------------------- | ------------------------- |
| Divisão                   | Divisão                   | Títulos                   | Carnavais                 |                           |
|                           | Quarta Divisão            | 4                         | 1993, 1996, 2022 e 2024   |                           |

## Premiações
Prêmios recebidos pelo GRES Boi da Ilha do Governador.
| Ano  | Prêmio              | Categoria / premiados | Divisão | Ref.   |
| ---- | ------------------- | --- | ------- | ------ |
| 2000 | S@mba-Net           | Melhor desfile | Grupo B | [ 20 ] |
| 2001 | Estandarte de Ouro  | Samba-enredo do Grupo A (Atual Série A) ("Orun-Ayê" - Compositores: Aloisio Villar, Paulo Travassos, Clodoaldo Silva e Silvana da Ilha)                                                                                                  | Grupo A | [ 21 ] |
| 2002 | S@mba-Net           | Bateria (Mestre Jonas) | Grupo A | [ 22 ] |
| 2002 | S@mba-Net           | Ala das baianas | Grupo A | [ 22 ] |
| 2004 | S@mba-Net           | Ala de passistas | Grupo B | [ 23 ] |
| 2004 | Troféu Jorge Lafond | Bateria (Mestre Toquinho) | Grupo B | [ 24 ] |
| 2004 | Troféu Jorge Lafond | Ala de passistas | Grupo B | [ 24 ] |
| 2004 | Troféu Jorge Lafond | Personalidade (Prof. Eloy Eharaldt) | Grupo B | [ 24 ] |
| 2005 | S@mba-Net           | Conjunto de fantasias | Grupo B | [ 25 ] |
| 2005 | Troféu Jorge Lafond | Harmonia | Grupo B | [ 26 ] |
| 2006 | Troféu Jorge Lafond | Casal de Mestre-sala e Porta-bandeira (Marquinho Sorriso e Mariana Santos de Lima) | Grupo B | [ 27 ] |
| 2006 | Troféu Jorge Lafond | Harmonia (Diretor responsável: Luiz Carlos) | Grupo B | [ 27 ] |
| 2006 | Troféu Jorge Lafond | Destaque | Grupo B | [ 27 ] |
| 2007 | S@mba-Net           | Prêmio especial (Ala "corruptos") | Grupo B | [ 28 ] |
| 2007 | Troféu Jorge Lafond | Harmonia | Grupo B | [ 29 ] |
| 2008 | Troféu Parangolé    | Carnavalesco Guilherme Alexandre (Pela utilização de material alternativo, com grande rendimento plástico visual - Baianas confeccionadas com sacos plásticos)                                                                           | Grupo B | [ 30 ] |
| 2009 | S@mba-Net           | Samba-enredo ("Abram as cortinas! Bravo! 100 anos do Theatro Municipal em cena aberta na Sapucaí" - Compositores: Aloisio Villar, Ginho, Roger Linhares, Marquinhos, Cadinho da Ilha, Professor, Tino Ayres, Tote e Marquinhos do Banjo) | Grupo B | [ 31 ] |
| 2009 | S@mba-Net           | Ala das baianas | Grupo B | [ 31 ] |
| 2009 | Troféu Jorge Lafond | Samba-enredo ("Abram as cortinas! Bravo! 100 anos do Theatro Municipal em cena aberta na Sapucaí" - Compositores: Aloisio Villar, Ginho, Roger Linhares, Marquinhos, Cadinho da Ilha, Professor, Tino Ayres, Tote e Marquinhos do Banjo) | Grupo B | [ 32 ] |
| 2009 | Troféu Jorge Lafond | Enredo ("Abram as cortinas! Bravo! 100 anos do Theatro Municipal em cena aberta na Sapucaí") | Grupo B | [ 32 ] |
| 2009 | Troféu Jorge Lafond | Ala mirim | Grupo B | [ 32 ] |
| 2015 | Ziriguidum          | Revelação do Grupo D (Mestre Bigode) | Grupo D | [ 6 ]  |